# Tratado niceno-veneciano de 1219
El Tratado niceno-veneciano de 1219 fue un pacto comercial, de no agresión y defensa firmado entre el Imperio de Nicea y la República de Venecia, en la forma de una bula de oro imperial emitida por el Emperador Teodoro I Láscaris (r. 1205-1222). Este tratado concedió a los venecianos el derecho a comerciar e importar mercancías, libres de derechos de aduana, en todo el Imperio de Nicea, a cambio de no apoyar al recién creado Imperio latino.

## Antecedentes
Tras el saqueo de Constantinopla durante la Cuarta Cruzada en 1204, los venecianos, que habían tenido un papel crucial en el desvío de la Cruzada y en el saqueo de la capital bizantina, ocuparon un lugar preeminente entre los vencedores. En el posterior acuerdo entre los Cruzados, la Partitio terrarum imperii Romaniae, los venecianos debían recibir tres octavas partes del Imperio Bizantino, incluyendo tres octavas partes de la propia Constantinopla. Aunque Venecia recibía así el mayor beneficio de la Cruzada, renunció a ejercer su soberanía sobre los territorios de Epiro, Acarnania, Etolia y el Peloponeso, que habían sido asignados en principio a la República. En lugar de ello, la República de Venecia tomó posesión de las islas del Mar Egeo, destacadamente de Creta, y de una cadena de puertos y fortalezas costeras a lo largo de las costas griegas, lo que le permitió dominar los centros de comercio y las rutas a través de todo el antiguo Imperio Bizantino.
Con el apoyo veneciano, el Imperio latino continuó su campaña en los Balcanes para afirmar su control sobre los antiguos dominios bizantinos, hasta que fueron detenidos en la Batalla de Adrianópolis en 1205 por los búlgaros. El recién creado Imperio latino, junto con Venecia, firmó un tratado secreto con el turco Kaikaus I, Sultán de Rum, para hacer juntos la guerra contra el principal estado griego sucesor de Bizancio, el Imperio de Nicea. En respuesta, el emperador niceno Teodoro Láscaris contactó con el Rey León I del Reino armenio de Cilicia, quien también se encontraba amenazado por el Sultanato. El acuerdo entre los dos reinos se selló con el matrimonio entre Felipa de Armenia, sobrina de León, y el propio Láscaris, quien la tomó como su segunda esposa en 1214.

## El Tratado
Existía una larga relación comercial entre los venecianos y los bizantinos que se remontaba al Tratado bizantino–veneciano de 1082. Sin embargo, con el caos desatado por los acontecimientos de 1204, la relación entre los dos poderes había cambiado drásticamente. Con el fin de socavar el apoyo militar veneciano al Imperio latino, el gran heredero de Constantinopla, Teodoro Láscaris, firmó un acuerdo comercial con Venecia en agosto de 1219 que concedía el derecho a comerciar e importar mercancías libres de impuestos a los venecianos en todo el Imperio de Nicea. Además de los derechos comerciales, reconoció al Dux de Venecia, Pietro Ziani, los títulos de Déspota y de "Señor de un cuarto y un octavo del Imperio de Romania" (dominus quartae partis et dimidiae totius Imperii Romaniae), que reclamaba desde 1204. El texto latino del Tratado fue publicado en la colección de documentos diplomáticos venecianos compilados por Gottlieb Tafel y Georg Thomas para la Academia Imperial de Ciencias de Viena.

## Consecuencias
El Tratado dio al recién creado Imperio de Nicea el espacio suficiente para consolidar y después expandir su territorio a expensas del Imperio latino, mientras que Venecia consiguió acceso a mercados a los que no había podido acceder hasta entonces, incluyendo el reconocimiento de su presencia en Constantinopla. Sin embargo, el tratado se vio socavado por las políticas de austeridad fiscal y autarquía de Teodoro Láscaris, quien prohibió a sus súbditos comprar bienes de lujo extranjeros y los exhortó a ser contenidos con "los productos procedentes de suelo romano y de manos romanas". Este proteccionismo, obviamente, se dirigía contra Venecia, que nada pudo hacer, ya que era el derecho del Emperador prohibir a sus súbditos tener lujos excesivos. El Tratado se mantuvo en efecto, con pocas complicaciones, hasta el Tratado de Ninfeo de 1261, celebrado entre el Imperio de Nicea y la rival de Venecia, la República de Génova.
Durante los primeros años de la década de 1270, el Papa Gregorio X ordenó a los venecianos no renovar el Tratado hasta que se completara la unión entre la Iglesia Griega Ortodoxa y la Iglesia Romana Católica, invalidando así el Tratado de manera permanente.

## Lecturas adicional
- Norwich, John Julius, 1929-2018. (1997). A short history of Byzantium (1st American ed edición). Knopf. ISBN 0-679-45088-2. OCLC 35714559.

- Datos: Q7024356